# Treseburg
Treseburg é um bairro da cidade de Thale situada no distrito de Harz, estado (Land) da Saxônia-Anhalt, na Alemanha. Até 1 de julho de 2009 gosava da condição de município autônomo.
Sua população residente é de apenas 100 habitantes (2007) que vivem do turismo, pois a vila é um local de férias e seu principal comércio é constituído de cafés, restaurantes e pensões.
Suas belas paisagens atraem também razoável número de pintores e aquarelistas.